# デンマークの映画
デンマーク映画（デンマークえいが）とは、デンマークの資本と人材によって製作された映画のことである。

## 歴史

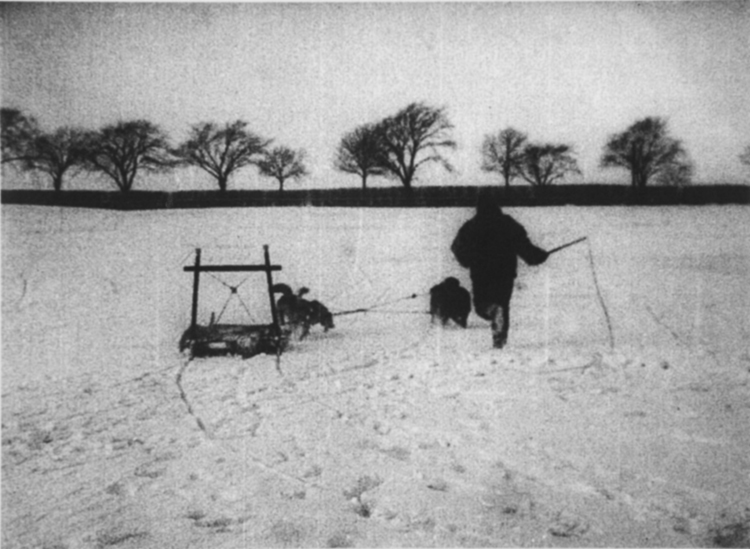
エルフェルト制作のデンマーク最初の映画 『Kørsel med Grønlandske Hunde』（1896年もしくは1897年）の一場面

### 初期
デンマーク映画界におけるパイオニアのピーター・エルフェルト (Peter Elfelt) は初めてのデンマーク映画を撮影した人物で、1896年から1912年の間、デンマークでの生活をテーマにした200ものドキュメンタリー作品を撮影した。エルフェルトはまた、1903年にデンマーク初となる長編映画も製作した。
デンマークで初めて映画が上映されたのは1896年6月のコペンハーゲンのタウンホールにおいてであったが、上映された作品は外国で制作されたものであった。

### 黄金時代
1906年、映画館のオーナーであったオレ・オルセン (Ole Olsen) はデンマークで初めての映画制作会社であるノルディック・フィルムズ・カンパニー (Nordisk Films Kompagni) を設立した。この会社は多くの短編映画を海外に輸出して収益を上げた。1909年までノルディック・フィルムズ以外に制作会社はなかったが、1910年には10の会社が設立されていた。現在ではこの時期はデンマーク映画界における黄金時代と呼ばれている。1910年の春、ノルディック・フィルムズは短編映画のみを撮影するというそれまでの方針を変え、長編映画の制作にも乗り出した。これは、オーフス・フォトラマ・カンパニー (Århus Fotorama company) が1910年に制作した、30分を越える初の複数リール映画 "Den hvide Slavehandel" (The White Slave Trade, 1910)に触発されてのことであった。

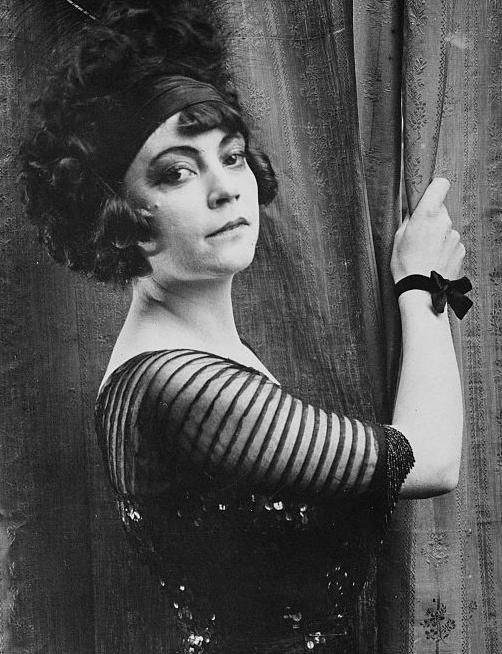
アスタ・ニールセン
（1881-1972）

映画が長くなるにつれ、芸術性が重要視されるようになっていった。1910年の "Afgrunden"  (The Abyss)はヨーロッパ初の女性スターとも言われるアスタ・ニールセン (Asta Nielsen) のキャリアのスタートとなった。この作品はエロティックなメロドラマで、このジャンルはすぐにデンマーク映画界で人気となった。1911年、ノルディック・フィルムズはヨーロッパの大手制作会社でははじめて完全な長編映画を製作した。この作品は技術的にも観客からの評価が高く、海外にも輸出されたが、その際にはエロティックな場面を抑える必要があった。1913年以降、海外との競争により、デンマーク映画は映画界においての第一人者的な地位を失い始めた。また、創造性の欠如が明らかになったことから、プロデューサー達は新しい事に挑戦する意欲を見せ始めた。例えば独立系のプロデューサーであったベンジャミン・クリステンセンはスパイ映画 "Det hemmelighedsfulde X" (The Mysterious X or Sealed Orders, 1914)と犯罪ドラマ "Hævnens Nat" (Blind Justice or The Night of Revenge, 1916)で成功を収めた。

### 1920年代から1940年代
第一次世界大戦中、アメリカ映画の隆盛により、デンマークでの映画製作や、デンマーク映画の輸出は減少していった。第一次世界大戦後、カール・テオドール・ドライエルは『裁判長』Præsidenten (The President,1919) やD・W・グリフィスの『イントレランス』(1916) に影響を受けた『サタンの書の数ページ』Blade af Satans Bog (Leaves from Satan's Book, 1921) といった優れた作品を制作した。しかしながら、ドライエルやベンジャミン・クリステンセンといった監督たちはデンマーク映画界にそれほど大きな影響を与えることはなかった。全体的に見るならば、映画技術の向上に反して、1920年代のデンマーク映画は下降傾向にあった。この時期において特筆すべき映画は、A・W・サンドバーグによるディケンズ映画と呼ばれた作品であろう。また、スタン・ローレルとオリヴァー・ハーディの前身とも言えるさすらいの二人組 Fyrtaarnet og Bivognen を主人公にした多くの喜劇映画が国際的な人気を博した。こういった作品があったにもかかわらず、1920年代の終わり頃、デンマークの映画産業は芳しくなかった。
1929年、ノルディック・フィルム・カンパニーは音声映画の会社を設立する。ノルディック・フィルムは1931年の The Pastor of Vejlby により、デンマークのマーケットにおいて更なる影響力を持つようになる。また、1930年代には軽めのコメディ映画を多くヒットさせた。しかし大恐慌により、映画会社がよりシリアスな映画ビジネスに乗り出すことが難しくなった。また、どの国の映画にも言えることだが、音声が入ったことで、デンマークの映画が国際的に上映されるという可能性が少なくなってしまった。多くの人気スター、たとえばマーガレット・ヴィビー (Marguerite Viby) 、イプ・シェーンベルグ (Ib Schønberg) 、ペーター・マルベール (Peter Malberg) といった俳優も出現し、彼らの作品はそれなりの成功を収めたが、メディアとしてそれ以上の発展は見られなかった。
1940年から1945年、ドイツがデンマークを占領した期間に芸術的な映画が作られるようになる。ボディル・イプセンの Black Tie  (1942)  や Melody of Murder (1944)  といった作品はインターナショナル・レベルのロマンティック・コメディやサイコ・スリラーであった。また、アメリカのフィルム・ノワール（1945年以降現れた）に通じるような、暗いトーンの作品が現れたのもこの時期である。 ヨハン・ヤコブセンのウィットに富んだエレガントな作品や、エルンスト・ルビッチの作品によってコメディ作品の質も上がっていった。また、Ole Palsbo のシニカルで鋭い作品や、夫婦で映画製作に携わった Henning-Jensen の写実的な作品などにより、戦後すぐの数年間にも質の向上が見られた。しかし、しばらくすると再び戦前の状態に戻ってしまい、センチメンタルなコメディや、単純な作品が主流を占めるようになってしまう。

### 1980年代

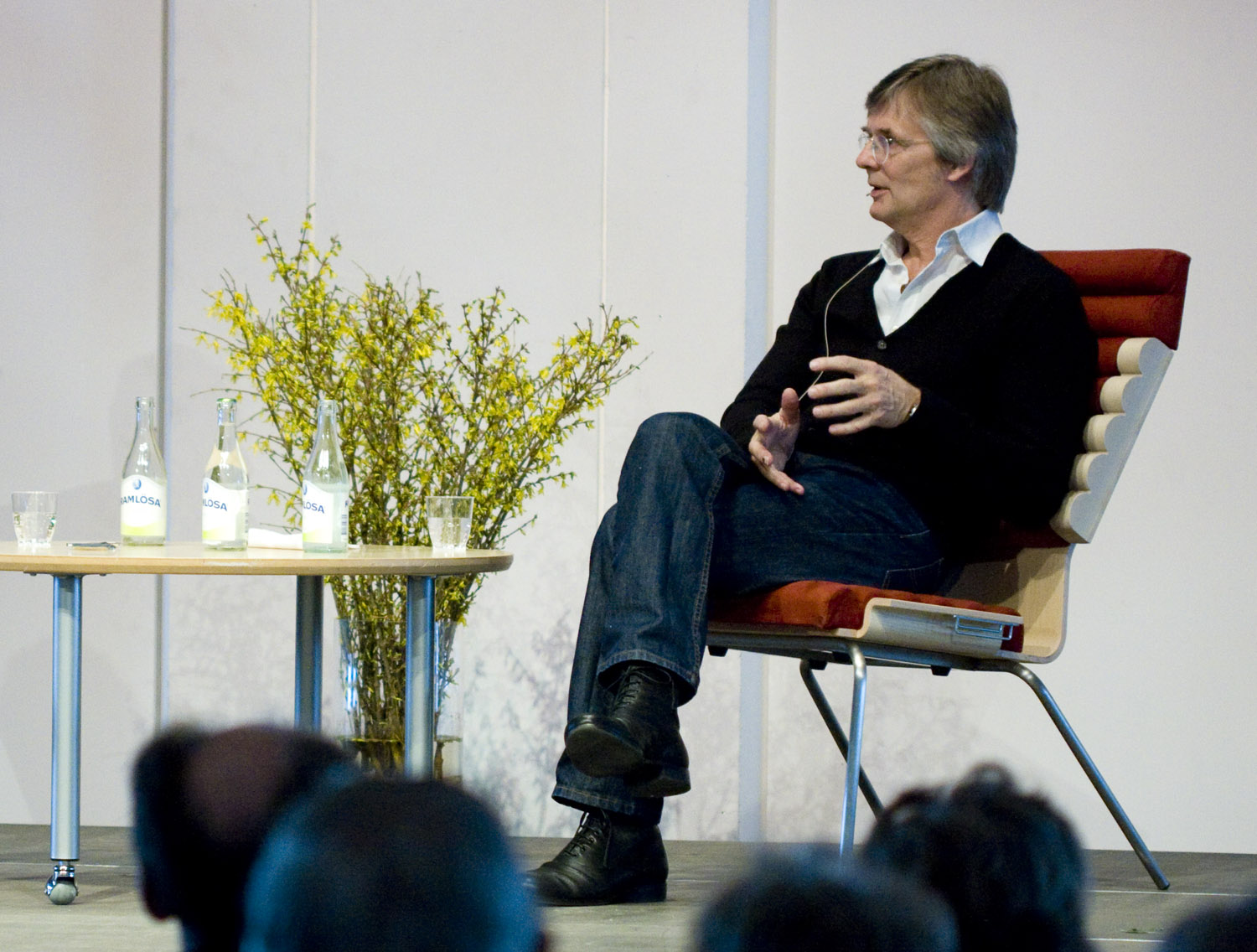
ビレ・アウグスト監督（1948-）

1987年にガブリエル・アクセルの『バベットの晩餐会』が、翌年にはビレ・アウグストの『ペレ』がアカデミー外国語映画賞を受賞した影響で、1980年代の終わりからデンマーク映画界は大きな成長を見せ始める。同時期、多くの才能ある若手監督たちがDanske Filmskole (Danish School of Film)を卒業している。
1986年に制作され、翌年に公開されたゲイの少年達を主人公にした『Venner for altid』はステファン・ヘンセルマン (Stefan Henszelman) が監督し、ヘンセルマンと Alexander Kørschen が共同で脚本を書いた作品で、ニューヨークやサンフランシスコで熱烈な支持を受けた。この作品は1988年のサンフランシスコ国際レズビアン&ゲイ映画祭において観客賞を受賞し、2005年にはコペンハーゲンレズビアン&ゲイ映画祭で上映された。ヘンセルマンは1990年にもう1作『Dagens Donna』を監督したが、翌年亡くなった。

### 1990年代

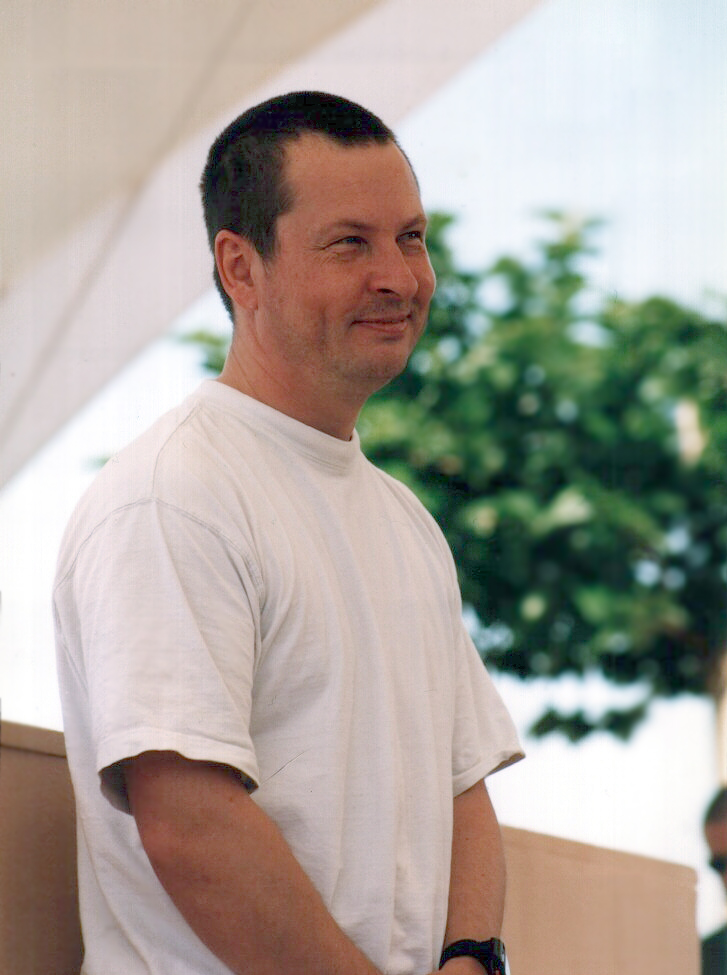
ラース・フォン・トリアー監督（1956-）

1990年代のデンマーク映画界は、ラース・フォン・トリアーに支配されたと言っても過言ではないであろう。『ヨーロッパ』、『奇跡の海』、『イディオッツ』、『ダンサー・イン・ザ・ダーク』といった彼の作品は世界的に高い評価を得、多くの映画賞にノミネートされた。
また、1995年から始まったドグマ95は、その厳格な『純潔の誓い』によって、映画製作者たちに、SFXやその他の特殊効果を使用するよりも、ストーリーそのものと俳優達の演技に集中させようとした点で、世界中から注目を集めた。
初のドグマ映画である『セレブレーション』は トマス・ヴィンターベアの作品で、多くの国際映画祭で賞を受け、またロサンゼルス映画批評家協会賞と、ニューヨーク映画批評家協会賞の外国語映画賞を受賞した。
ドグマ95の初期のメンバーはラース・フォン・トリアー、トマス・ヴィンターベア、クリスチャン・レヴリング、ソーレン・クラーク＝ヤコブセンの4人であった。ドグマ95はデンマークで始まったが、次第に世界中の映画監督たちがドグマのガイドラインに従った作品を制作するようになっていった。

### 2000年以降

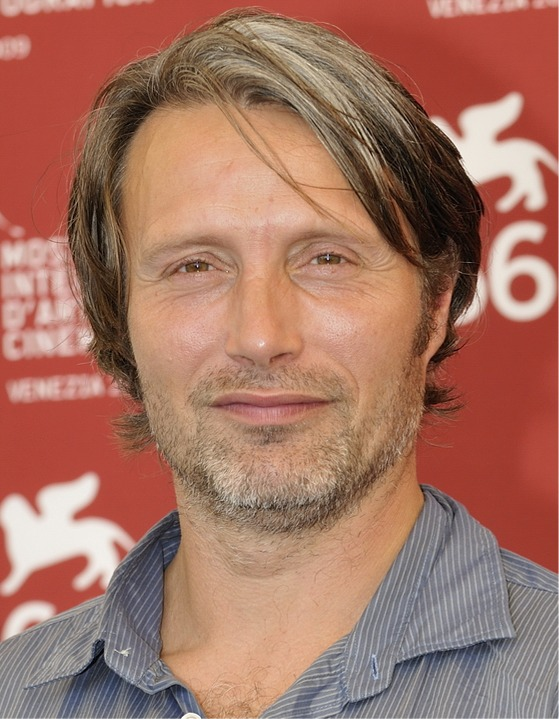
マッツ・ミケルセン
（1965-）

2000年以降もデンマークからは革新的で議論を巻き起こすような作品が現れている。トリアーの『ドッグヴィル』は、自然主義のドグマ95からの完全な決別を象徴する作品で、演劇的な要素を含む新しいスタイルを追求しながら、それでも際立って映画的といえる作品であった。
パー・フライ(Per Fly)の三部作『The Bench』、『Inheritance』、『Manslaughter』は世界的に高い評価を得た。また、スザンネ・ビエールの『ある愛の風景』や『アフター・ウェディング』のヒットにより、マッツ・ミケルセンやウルリク・トムセン、ニコライ・リー・カースといった俳優が知られるきっかけともなった。『アフター・ウェディング』は2006年のアカデミー外国語映画賞にもノミネートされた。 
『ミフネ』や『しあわせな孤独』、『ウィルバーの事情』、『ある愛の風景』などの脚本で知られているアナス・トーマス・イェンセンは、近年では『フレッシュ・デリ』や『Adam's Apples』といった作品の監督でも知られるようになっている。
他の著名な監督には ニコライ・アーセル、クリストファー・ボー、ロネ・シェルフィグ、ニルス・アーゼン・オプレウ、ニコラス・ウィンディング・レフン、オーレ・クリスティアン・マドセン、アネット・K・オレセンなどがいる。第83回アカデミー賞では、『イン・ア・ベター・ワールド』（スサンネ・ビア監督）が外国語映画賞を受賞した（同作品は、2011年夏に日本公開予定）。